# Superba è la notte
Superba è la notte è una raccolta di poesie della scrittrice italiana Alda Merini pubblicata nel 2000 dall'editore Einaudi. 
Superba è la notte è un volume che è il risultato di un lavoro minuzioso compiuto su numerose poesie inviate all'editore Einaudi e a Ambrogio Borsani. I versi che compongono la raccolta sono stati scritti nel periodo che va dal 1996 al 1999. Non essendo stato possibile dare al materiale un ordine cronologico i curatori si sono basati sull'omogeneità tematica e stilistica complessiva dell'opera.
Settanta sono le poesie riportate nella raccolta dedicata "al giovane poeta Roberto Dossi e alle mie adorate figliole Manuela, Flavia, Barbara e Simona".
Leggendo le poesie ci si trova immersi e travolti da fortissimi contrasti dove, come scrive Borsani"L'estate può esplodere all'improvviso in mezzo alle bacche gelate dell'inverno. Inni e maledizioni crescono da semi primordiali sepolti in un terreno fertilizzato dal dolore. Il linguaggio fiorisce con esplosioni violente o con un sospiro".